# Coupe du monde de softball de 2010
Navigation
2009 2011
La cinquième édition de la Coupe du monde de softball s'est tenue au ASA Hall of Fame Stadium à Oklahoma City aux États-Unis du 22 juillet 2010 au 26 juillet 2010. Les 4 équipes nationales participantes étaient les États-Unis, le Japon, les États-Unis espoirs et le Canada.

## Tour préliminaire
| Date            | Vainqueur          | Score | Perdant            |
| --------------- | ------------------ | ----- | ------------------ |
| 22 juillet 2010 | États-Unis         | 9-0   | Canada             |
| 22 juillet 2010 | Japon              | 3-2   | États-Unis espoirs |
| 23 juillet 2010 | États-Unis espoirs | 5-4   | Canada             |
| 23 juillet 2010 | États-Unis         | 5-0   | Japon              |
| 23 juillet 2010 | Japon              | 1-0   | Canada             |
| 24 juillet 2010 | États-Unis         | 1-0   | États-Unis espoirs |
| 24 juillet 2010 | États-Unis         | 8-0   | Japon              |
| 24 juillet 2010 | Canada             | 5-4   | États-Unis espoirs |
| 25 juillet 2010 | États-Unis espoirs | 2-1   | Japon              |
| 25 juillet 2010 | Canada             | 5-2   | États-Unis         |
| 25 juillet 2010 | Japon              | 4-0   | Canada             |
| 26 juillet 2010 | États-Unis         | 3-0   | États-Unis espoirs |

## Classement après le tour préliminaire
| Class. | Equipe             | Gagné | Perdu | PP | PC |
| ------ | ------------------ | ----- | ----- | -- | -- |
| 1      | États-Unis         | 5     | 1     | 28 | 5  |
| 2      | Japon              | 3     | 3     | 9  | 17 |
| 3      | États-Unis espoirs | 2     | 4     | 13 | 17 |
| 4      | Canada             | 2     | 4     | 14 | 25 |

## Matches de classement
| Date            | Game                   | Vainqueur          | Score | Perdant |
| --------------- | ---------------------- | ------------------ | ----- | ------- |
| 26 juillet 2010 | Match pour la 3e place | États-Unis espoirs | 9-3   | Canada  |
| 26 juillet 2010 | Finale                 | États-Unis         | 5-1   | Japon   |

## Classement après les matches de classement
| Class. | Equipe             | Gagné | Perdu | PP | PC |
| ------ | ------------------ | ----- | ----- | -- | -- |
| 1      | États-Unis         | 6     | 1     | 33 | 6  |
| 2      | Japon              | 3     | 4     | 10 | 22 |
| 3      | États-Unis espoirs | 3     | 4     | 22 | 20 |
| 4      | Canada             | 2     | 5     | 17 | 34 |